# Now or Never (televisieprogramma)
Now or Never was een Nederlands televisieprogramma dat van 1993 tot 1998 werd uitgezonden en waarbij kijkers met bepaalde fobieën of angsten werden uitgedaagd om tegen grote geldbedragen "hun angsten" te overwinnen. In Nederland werd het programma gepresenteerd door Rolf Wouters. Het programma was vanaf 1996 ook op de Vlaamse televisie te zien, gepresenteerd door Walter Grootaers.

## Format
Het werd uitgezonden in de jaren 90 en werd gepresenteerd door Rolf Wouters. In het programma probeerde Rolf Wouters mensen van hun angsten af te helpen of om bluffers te confronteren met wat ze gezegd hebben en ze de kans geven om zichzelf te bewijzen. Hiervoor werd aan hen een opdracht gegeven die ze moesten uitvoeren. Een kandidaat kreeg hierbij een geldbedrag aangeboden, meestal vijfhonderd of duizend gulden, waarvoor hij of zij zijn ultieme angst zou moeten overwinnen. Het was dan ook letterlijk "nu of nooit".

## Invulling
Rolf nam de tijd om de kandidaten zo veel mogelijk gerust te stellen. Hij besprak de angsten met de kandidaten en hij nam de hele situatie met hen door over hoe de kandidaat met zijn angst geconfronteerd wordt. Uiteindelijk was het de keuze aan de kandidaat of hij het wel of niet aan durfde om zijn angst te overwinnen (de opdracht uit te voeren). Niemand werd ergens toe verplicht en dat werd door Rolf Wouters vaak genoeg benadrukt. Als een kandidaat zijn of haar angst wist te overwinnen door de opdracht goed uit te voeren, werd dit beloond met een fors geldbedrag. De onderwerpen waren door de jaren heen zeer divers, van mensen met angsten voor katten of kamelen, tot hoogtevrees, bang voor de achtbaan, een hekel hebben aan afwassen.

## Opnames
Het programma vond deels op locatie plaats en deels in de studio. Het programma werd opgenomen in Studio 1 in Aalsmeer. De onderwerpen op locatie begonnen meestal vanuit het 'Now or Never buitenhuis'. Dit was de zogenaamde villa van Rolf Wouters en zijn butler Meneer Sjon. Hier behandelde Rolf de brieven die hij ontving over zijn kandidaten. Gedurende de jaren had Rolf diverse luxe auto's tot zijn beschikking staan, de zogeheten 'Now or Never Mobiel', waarmee hij vanuit zijn villa op pad ging om kandidaten te verrassen. Deze auto was altijd voorzien van het Now of Never-logo. Het Now or Never huis staat in Wassenaar.

## Uitzendingen
Now or Never werd voor het eerst uitgezonden in 1993 op RTL 4. Toen Rolf Wouters in 1995 binnen de HMG bij Veronica ging presenteren, verhuisde Now or Never mee. In maart 1998 werd de laatste aflevering uitgezonden. Het programma werd in 1999 in een andere vorm opnieuw gebracht onder de naam 'Now or Neverland'. Dit programma werd uitgezonden op SBS6 en is gepresenteerd door Hans Kraay jr.. Dit vernieuwde format werd in de Verenigde Staten uitgebracht onder de naam Fear Factor. Later is er ook een Nederlandse 'Fear Factor' gemaakt, gepresenteerd door Fabienne de Vries. In tegenstelling tot het originele 'Now or Never', waren deze spin-offs beiden minder succesvol.

## Vlaamse versie
De Vlaamse versie van het programma was vanaf 1996 tot 1999 op VT4 te zien en werd gepresenteerd door Walter Grootaers.